# Tito Peak
Der Tito Peak ist ein 600 m hoher Berg an der Scott-Küste des ostantarktischen Viktorialands. In der Kirkwood Range der Prince Albert Mountains ragt er am südöstlichen Ende des Endeavour-Massivs auf. 
Das New Zealand Antarctic Place-Names Committee benannte ihn 1999 nach Able Seaman Ramón Tito, Besatzungsmitglied der HMNZS Endeavour, dem Versorgungsschiff der neuseeländischen Gruppe bei der Commonwealth Trans-Antarctic Expedition (1955–1958), und dabei derjenige, der am 20. Januar 1958 die Flagge Neuseelands auf der Scott Base gehisst hatte.